# Fate/Extra Last Encore
Fate/Extra Last Encore (フェイト/エクストラ ラストアンコール?, Feito/ekusutora Rasuto Ankōru) è una serie TV anime prodotta dallo studio Shaft, basata sulla serie di videogiochi Fate/Extra, a loro volta spin-off ambientati in universi paralleli della visual novel Fate/stay night.

## Trama
La serie si svolge in un universo parallelo a quello di Fate/stay night.
Il protagonista della storia è Hakuno Kishinami, un giovane ragazzo che vive su S. E. R. A. P. H. un mondo virtuale dove le anime di alcune persone acquisiscono dei corpi per combattere la guerra del sacro Graal. Strutturata a livelli, come un videogioco. L'ultimo giorno delle selezioni Hakuno e tutti gli altri che non lo hanno fatto devono uccidere un'altra persona per entrare nella guerra. Hakuno viene tradito dal suo amico Shinji (già apparso in Fate come antagonista) e accoltellato. Si risveglia misteriosamente e viene aggredito da un automa. Mentre sta per soccombere appare una donna, che elimina l'avversario e sostiene di essere il suo Servant, Un Saber, i due iniziano la guerra per arrivare al sacro Graal, durante la quale Hakuno scopre la sua vera identità.

## Episodi
| Nº                                                                                 | Titolo italiano Giapponese 「Kanji」 - Rōmaji | In onda          | In onda         |
| Nº                                                                                 | Titolo italiano Giapponese 「Kanji」 - Rōmaji | Giapponese       | Italiano        |
| Eliocentrismo dimenticato (オブリトゥス地動説?, Oburitusu Chidōsetsu) (10 episodi) | |                  |                 |
| 1                                                                                  | Il presente sul fondo dell'antico Limbo 「今は旧き辺獄の底 プレテリトゥス・リンブス・ヴォラーゴ」 - Ima wa furuki hengoku no soko pureteritto~usu rinbusu vorāgo | 27 gennaio 2018  | 30 giugno 2018  |
| 2                                                                                  | L'ombra della morte 「死相 デッドフェイス」 - Shisō ―deddofeisu―                                                                                                 | 4 febbraio 2018  | 30 giugno 2018  |
| 3                                                                                  | La Cerva d'oro e la notte della tempesta 「黄金鹿と嵐の夜 ゴールデン・ワイルドハント」 - Kogane shika to arashi no yoru ―gōruden wairudohanto―                   | 11 febbraio 2018 | 30 giugno 2018  |
| 4                                                                                  | Il re senza volto 「顔の無い王 ノーフェイス・メイキング」 - Kao no nai ō ―nōfeisu meikingu―                                                                      | 18 febbraio 2018 | 30 giugno 2018  |
| 5                                                                                  | L’arco della preghiera 「祈りの弓 ―イー・バウ―」 - Inori no yumi ―ī・bau―                                                                                        | 25 febbraio 2018 | 30 giugno 2018  |
| 6                                                                                  | Moto perpetuo, l’impero della signorina 「永久機関・少女帝国 ―クイーンズ・グラスゲーム―」 - Towa kikan・shōjoteikoku ―kuīnzu・gurasugēmu―                        | 4 marzo 2018     | 30 giugno 2018  |
| 7                                                                                  | Un racconto per il bene di qualcuno 「誰かの為の物語 ―ナーサリー・ライム―」 - Dareka no Tame no Monogatari ― Nāsarī・Raimu ―                                     | 11 marzo 2018    | 30 giugno 2018  |
| 8                                                                                  | Nessun secondo colpo 「无二打 ―デッド・エンド―」 - Munida ―Deddo Endo―                                                                                           | 17 marzo 2018    | 30 giugno 2018  |
| 9                                                                                  | L'ammaliante teatro dorato 「招き蕩う黄金劇場 ―アエストゥス・ドムス・アウレア―」 - Manekitorou kogane gekijō ―Aesutōsu Domusu Aurea―                             | 25 marzo 2018    | 30 giugno 2018  |
| 10                                                                                 | Illimitato 「無限の残骸 ―アンリミテッド／レイズ・デッド―」 - Mugen no zangai ―Anrimiteddo/Reizu Deddo―                                                           | 1º aprile 2018   | 30 giugno 2018  |
| Geocentrismo illustre (イルステリアス天動説?, Irusuteriasu Tendōsetsu) (3 episodi) | |                  |                 |
| 11                                                                                 | Excalibur Galatine 「転輪する勝利の剣 -エクスカリバー・ガラティーン-」 - Tenrin suru Shouri no Ken - Ekusukaribā Garatīn -                                       | 29 luglio 2018   | 30 ottobre 2018 |
| 12                                                                                 | Chakravartin nel cielo 「天輪聖王 -チャクラ・ヴァルティン-」 - Tenrin Jōō - Chakura Varutin -                                                                    | 29 luglio 2018   | 30 ottobre 2018 |
| 13                                                                                 | Olympia plaudere 「喝采の薔薇 -オリンピア・プラウデーレ-」 - Kassai no Bara - Orinpia Puraudēre -                                                                | 29 luglio 2018   | 30 ottobre 2018 |